# Psoralidium collinum
Psoralidium collinum là một loài thực vật có hoa trong họ Đậu. Loài này được (Rydb.) Rydb. miêu tả khoa học đầu tiên năm 1919.